# والابی صخره ماریبا
والابی صخره ماریبا (نام علمی: Petrogale mareeba) گونه‌ای کیسه‌دار عضو سرده صخره‌راسوها از تیره درازپایان است که در شمال شرقی کوئینزلند در استرالیا زندگی می‌کند. والابی صخره ماریبا همچون دیگر والابی‌ها شب‌زی و گیاه‌خوار است.